# Скоробогатько, Василий Сергеевич
Василий Сергеевич Скоробогатько (1 января 1921, Новопостояловка, Воронежская губерния, РСФСР — 12 ноября 1995, Краснодар, Краснодарский край, Россия) — командир расчёта 82-мм миномёта 292-го гвардейского стрелкового полка, гвардии старший сержант — на момент представления к награждению орденом Славы 1-й степени.

## Биография
Родился 1 января 1922 года на хуторе Новопостояловка (ныне — Россошанского района Воронежской области). Украинец. Семья была многодетная, но рано умерла мать, и отец один поднимал семерых детей. В 1938 году, после окончания семилетней школы, поступил в педагогическое училище в городе Россошь. Одновременно с учёбой работал сопровождающим почты в Россошанской конторе связи, после второго курса преподавал математику в средней школе. Учёбу окончил накануне войны в 1941 году.
С началом Великой Отечественной войны неоднократно приходил в военкомат, но, пока решали вопрос о призыве, в город вошли противники. Василий пытался уйти за отступавшими войсками, но был ранен в спину. Ранение было тяжёлое, родственники укрыли учителя-комсомольца на хуторе Кудлай. Весь период оккупации он пролежал, прикованный к постели. После прихода Красной Армии, так и не долечившись, пришёл в военкомат.
В январе 1943 года был призван в армию Россошанским райвоенкоматом. С февраля того же года участвовал в боях с захватчиками. В августе был ранен. После излечения участвовал в боях по освобождению Запорожья. Здесь опять был ранен. В феврале 1944 года с маршевой ротой прибыл в 97-ю гвардейскую Полтавскую стрелковую дивизию на должность командира миномётного расчёта. В составе этой части прошёл до Победы.
17 августа 1944 года в боях по расширению плацдарма на левом берегу реки Висла гвардии сержант Скоробогатько со своим расчётом уничтожил из миномёта 2 огневые точки противника с расчётами, 2 повозки с боеприпасами и до 30 солдат. Приказом командира 97-й гвардейской стрелковой дивизии от 6 сентября 1944 года гвардии сержант Скоробогатько Василий Сергеевич награждён орденом Славы 3-й степени.
31 января 1945 года в боях за населённый пункт Маршвиц гвардии старший сержант Скоробогатько, командуя бойцами расчёта, уничтожил 3 пулемётных точки и до отделения пехоты противника. Приказом по войскам 5-й гвардейской армии от 2 апреля 1945 года гвардии старший сержант Скоробогатько Василий Сергеевич награждён орденом Славы 2-й степени.
4 мая 1945 года в бою у населённого пункта Гроссенхайн, на подступах к городу Дрезден, гвардии старший сержант Скоробогатько со своим расчётом при отражении контратаки противника подавил 2 пулемётные точки и уничтожил более 30 противников. В ходе боя миномётная рота оказалась отрезанной от полка. Миномётчики заняли круговую оборону. В критической ситуации, когда противники ворвались на огневую позицию, гвардии старший сержант Скоробогатько принял на себя командование ротой и поднял гвардейцев в контратаку. В результате яростного боя враг был отброшен. В этом бою Скоробогатько уничтожил семерых противников.
Указом Президиума Верховного Совета СССР от 15 мая 1946 года за мужество, отвагу и бесстрашие, проявленные в боях с немецкими захватчиками, гвардии старший сержант Скоробогатько Василий Сергеевич награждён орденом Славы 1-й степени. Стал полным кавалером ордена Славы.
В 1945 года был демобилизован. Вернулся на родину.
Вернулся к гражданской профессии, несколько лет работал учителем, а потом и директором Постояловской семилетки. В 1950 году окончил Россошанский учительский институт. В 1963 году, после окончания Воронежского педагогического института, уехал на юг в Краснодарский край. Жил в городе Крымск. Более 20 лет работал заместителем директора по учебной части и преподавателем математики средней школы № 60 на станции Крымская Северо-Кавказской железной дороги.
Скончался 12 ноября 1995 года. Похоронен в городе Краснодар.

## Награды
Награждён орденами Отечественной войны 1-й степени, Славы 3-х степеней, медалями. 

## Память
В городе Россошь в память о ветеране установлена мемориальная доска.